# Verenigd Baltisch Hertogdom
Het Verenigd Baltisch Hertogdom was een voorstel ten tijde van de Eerste Wereldoorlog om het hertogdom Koerland en Semgallen en het autonoom gouvernement Estland te verenigen in één land onder Duitse protectie. Het gebied omvatte het huidige Estland en Letland, echter zonder Letgallen, dat Russisch zou blijven. 
Het zou een "zelfstandig" hertogdom onder protectie van het Duitse Rijk moeten worden. Staatshoofd zou Adolf Frederik van Mecklenburg zijn. Tot zijn aankomst zou het door een op 9 november 1918 door het ridderschap gestichte tienkoppige "regentenraad" onder leiding van Adolf Pilar von Pilchau bestuurd worden. Werkelijke macht heeft deze nooit uit kunnen oefenen.